# Max Fritsch
Max Fritsch (16. ledna 1881 – 30. října 1951 Nördlingen) byl československý politik německé národnosti a meziválečný senátor Národního shromáždění ČSR za Sudetoněmeckou stranu (SdP).

## Biografie
Vychodil národní školu a rolnickou školu v Suchdole. Profesí byl rolníkem v Suchdolu.
V parlamentních volbách v roce 1935 získal senátorské křeslo v Národním shromáždění. V senátu setrval do října 1938, kdy jeho mandát zanikl v důsledku změn hranic Československa.